# 友清理士
友清 理士（ともきよ さとし、1967年〈昭和42年〉 - ）は、日本の歴史作家、翻訳家。
アメリカ独立戦争やスペイン継承戦争などの近世ヨーロッパ史に関する著作や翻訳で知られる。

## 経歴
東京都に生まれる。1990年、東京大学理学部物理学科卒業。1992年、東京大学大学院理学系研究科物理学専攻修士課程修了。
大学在学中に、バベル翻訳家養成講座の英語基礎科・英語本科を修了。
1992年、研究社に入社し電子辞典の開発、英和辞典の編集に携わる。2005年からは特許事務所に所属し、特許翻訳に従事している。

## 著書
- アメリカ独立戦争
  - 『アメリカ独立戦争<上>』学習研究社、2001年6月。ISBN 9784059010623
  - 『アメリカ独立戦争<下>』学習研究社、2001年6月。ISBN 9784059010630
- 『英語のニーモニック～円周率から歴史年号・イギリス王室まで　覚え歌大集合』研究社、2001年9月。ISBN 9784327451509
- 『理化学英語の冠詞の用法』研究社、2004年1月。ISBN 9784327451721
- イギリス革命史
  - 『イギリス革命史 〈上〉 オランダ戦争とオレンジ公ウイリアム』研究社、2004年7月。ISBN 9784327481452
  - 『イギリス革命史 〈下〉 大同盟戦争と名誉革命』研究社、2004年7月。ISBN 9784327481469
- 『スペイン継承戦争　マールバラ公戦記とイギリス・ハノーヴァー朝誕生史』彩流社、2007年2月。ISBN 9784779112393

### 共著
- 吉田一彦『暗号辞典』研究社、2006年12月。ISBN 9784767491004

### 訳書
- クレイグ・L・シモンズ（英語版）『南北戦争-49の作戦図で読む詳細戦記』学習研究社、2002年2月。ISBN 9784059011170
- ジーン・プレイディー『リチャード三世を愛した女』バベルプレス、2007年12月。ISBN 9784894490611